# Mika Chunuonsee
Mika Chunuonsee (en tailandés: มิก้า ชูนวลศรี; rtgs: Mika Chunuansi; Bridgend, Gales, 26 de marzo de 1989) es un futbolista de Tailandia nacido en Gales que juega en la posición de defensa central. Desde el 2023 juega en el Lamphun Warriors de la Liga de Tailandia.

## Carrera

### Club
| Periodo   | Club                   | Apariciones | Goles |
| --------- | ---------------------- | ----------- | ----- |
| 2007–2008 | Bryntirion Athletic FC | 22          | 3     |
| 2008      | Neath Athletic FC      | 5           | 0     |
| 2008–2009 | Afan Lido FC           | 8           | 1     |
| 2009–2010 | Muangthong United      | 6           | 0     |
| 2010–2011 | Suvarnabhumi Customs   | 23          | 2     |
| 2011–2012 | BEC Tero Sasana        | 24          | 0     |
| 2012–2013 | Bangkok FC             | 29          | 1     |
| 2013–2014 | Suphanburi FC          | 29          | 1     |
| 2014–2022 | Bangkok United         | 156         | 11    |
| 2023–2024 | Lamphun Warriors       | 26          | 1     |

### Selección nacional
Chunuonsee jugó para Gales en la clasificación para la Eurocopa Sub-17 en Chipre ante España, Chipre y Moldavia en marzo de 2006. En ese equipo estuvieron futbolistas que terminaron jugando para Gales como Gareth Bale, Aaron Ramsey y Chris Gunter, además de sus compañeros de equipo Kyle Graves, Daniel Lancey y Scott Evans.
En enero de 2015 Chunuonsee fue convocado por Kiatisuk Senamuang para jugar con Tailandia en la King's Cup. Su primer partido fue ante Honduras sub-20 pero no contó como partido oficial. Su primer partido oficial fue el 3 de junio de 2016 entrando de cambio al minuto 75 reemplazando a Teerasil Dangda en la semifinal de la King's Cup ante Siria en un partido que terminó 2-2.En 2018 fue convocado para jugar en la Copa Suzuki AFF 2018 y un año después para la Copa Asiática 2019.

## Logros

### Club
- Thai Premier League: 2009

### Selección nacional
- King's Cup: 2016